# Marvin Mehlem
Marvin Mehlem (* 11. September 1997 in Karlsruhe) ist ein deutscher Fußballspieler, der seit Juli 2025 bei Arminia Bielefeld unter Vertrag steht.

## Karriere

### Verein
Mehlem wechselte 2006 von seinem Heimatverein, dem SV Blankenloch, in die Jugend des Karlsruher SC. Dort durchlief er die Jugendmannschaften von der U-17 bis zur U-19, bevor er 2015 einen Profivertrag unterschrieb. Am ersten Spieltag der Saison 2015/16 kam er zu seinem ersten Profieinsatz in der 2. Bundesliga, als er in der Partie gegen die SpVgg Greuther Fürth für Gaëtan Krebs eingewechselt wurde.
Nach dem Abstieg des KSC in die 3. Liga am Ende der darauffolgenden Saison wechselte Mehlem zur Saison 2017/18 zum Absteiger aus der 1. Bundesliga, dem SV Darmstadt 98. Dort debütierte er beim 1:0-Sieg gegen die SpVgg Greuther Fürth am 29. Juli 2017, dem 1. Spieltag der Saison 2017/18. Beim 2:1-Auswärtssieg gegen den MSV Duisburg am 25. August 2017, dem 4. Spieltag, erzielte er für Darmstadt sein erstes Profitor. In seiner ersten Saison kam er unter Torsten Frings auf 21 Spiele und zwei Tore. In seiner zweiten Saison entwickelte sich der dribbelstarke offensive Mittelfeldspieler unter Dirk Schuster bald zu einem Stammspieler und konnte so 30 Spiele mit insgesamt fünf Toren absolvieren. Unter Dimitrios Grammozis kam er 2019/20 auf 26 Spiele und einen Treffer. In der Saison 2020/21 kam er unter Markus Anfang auf 32 Zweitligaspiele (fünf Tore) und erreichte mit der Mannschaft Platz 7 in der Liga. Nach fünf Monaten Pause aufgrund einer Knie-Op kehrte er erst am 12. Spieltag der Saison 2021/22 auf den Platz für die Lilien zurück. Im Dezember 2021 verlängerte er seinen Vertrag in Darmstadt bis 2025. Die Saison 2021/22 unter Torsten Lieberknecht schloss er mit der Mannschaft auf dem vierten Platz in der zweiten Liga ab, wobei er bis zum zwölften Spieltag wegen seiner vorherigen Knie-Op erneut ausfiel. Dennoch stand er in zwanzig Spielen auf dem Platz und steuerte drei Vorlagen bei. In der folgenden Saison 2022/23 verpasste Mehlem nur zwei Ligaspiele aufgrund von Gelbsperren und trug mit drei Toren und sechs Vorlagen zum Aufstieg der Darmstädter in die Fußballbundesliga am Saison bei. In der ersten Liga startete er ebenfalls als Stammspieler in die Saison und konnte wiederum drei Treffer erzielen, bis ihn ein Wadenbeinbruch Anfang Dezember außer Gefecht setzte. Im Spiel gegen Bayer 04 Leverkusen am 3. Februar 2024 gab Mehlem sein Comeback, zog sich beim 1:1-Unentschieden gegen den SV Werder Bremen am 24. Februar 2024 aber einen erneuten Wadenbeinbruch zu.
Zur Spielzeit 2024/25 wechselte Mehlem zu Hull City. Die Ablösesumme betrug rund 1,5 Millionen Euro und sein Vertrag erhielt eine Laufzeit bis 2026. Der Deutsche Trainer Tim Walter wollte ihn damals unbedingt in seinem Kader haben. Nachdem Tim Walter dort wieder entlassen worden war, hatte Mehlem keine guten Aussichten mehr im Verein. Er absolvierte 16 Ligaspiele in der zweiten englischen Liga und bereitete drei Tore vor. Seinen einzigen eigenen Treffer erzielte er kurz nach seinem Wechsel im Pokalspiel gegen Sheffield Wednesday.
Im Winter-Transferfenster 2024/25 wechselte Mehlem am 3. Januar 2025 auf Leihbasis zum Zweitligisten SC Paderborn 07. Über die Transfermodalitäten vereinbarten die beiden Vereine Stillschweigen.  Darüber hinaus verfügt der Verein über eine Kaufoption, deren Höhe allerdings nicht bekannt ist. Sein älterer Bruder Marcel Mehlem hatte von 2021 bis 2023 auch beim SC Paderborn gespielt.
Im Juli 2025 wechselte er zu Arminia Bielefeld.

### Nationalmannschaft
Mehlem ist mehrfacher deutscher U-Nationalspieler. Zuletzt gehörte er zum Kader der deutschen U-19-Nationalmannschaft. Mit der deutschen U-19-Auswahl gewann Mehlem 2015 den Mercedes-Benz Elite Cup. Außerdem erreichte er 2016 mit der deutschen U-19 bei der Europameisterschaft im eigenen Land den fünften Platz. Bei den Spielen gegen Italien, Portugal und die Niederlande kam Mehlem zum Einsatz, gegen die Niederlande erzielte er auch ein Tor.

## Privates
Sein älterer Bruder Marcel ist ebenfalls Fußballspieler.